# Bajan I
Bajan I – kagan Awarów, twórca potęgi awarskiej w II połowie VI wieku. Pierwsza wzmianka o Bajanie w źródłach bizantyjskich pochodzi z 562 roku. Zdaniem części historyków panował do 602 roku.

## Życie

### Początkowe lata panowania
W związku z ekspansją Kaganatu Starotureckiego na zachód, Awarowie emigrowali poza jego zasięg, pojawiając się w 557 roku na przedgórzu Kaukazu. Stamtąd nawiązali stosunki dyplomatyczne z Konstantynopolem prosząc o zgodę na osiedlenie się w granicach Cesarstwa Bizantyjskiego i uznanie ich sprzymierzeńcami cesarza, co dawało także widoki na uzyskiwanie rocznego trybutu. Posłujący do Konstantynopola w tej sprawie Kandich bywa czasami uważany za poprzednika Bajana.
W latach następnych Awarowie, mimo że uznani przez cesarza za sprzymierzeńców prowadzili nad Morzem Czarnym własną, niezależną od Cesarstwa politykę. Wprawdzie najechali w zamian za uzyskany trybut huńskich Barsilów i Sabirów, jednak wkrótce potem rozbili też bułgarskie plemiona Utigurów i Kutigurów, niszcząc korzystną dla Cesarstwa równowagę sił w tym rejonie. Po podbiciu terytorium Kutigurów utworzyli z nimi federację plemienną w skład której weszli też częściowo Utigurowie, Barsilowie i Sabirowie. W 561 roku Bizantyjczycy sprowadzili federację awarsko-kutigurską nad dolny Dunaj dla obrony przed najazdami słowiańskich Sklawinów. Wtedy po raz pierwszy źródła greckie mówią o Bajanie, który wysłał kolejne poselstwo do Konstantynopola, ponawiające prośbę o zgodę na osiedlenie w granicach Cesarstwa, a konkretnie o zgodę na przekroczenie Dunaju i zajęcie Dobrudży. Kiedy cesarz Justynian zwlekał z odpowiedzią Bajan podjął kroki, by zająć Dobrudżę siłą. Poinformowany o przygotowaniach awarskich cesarz przetrzymał posłów awarskich a w tym czasie uzbroił przeprawę przez Dunaj. Bajan szalał z wściekłości musiał się jednak zadowolić jedynie trybutem.
W 562 roku zachęcony przez Bizantyjczyków Bajan z ordą odkoczowali przez północne Karpaty nad górną Łabę, gdzie pokonał ich frankijski król Austrazji Sigebert I. Po porażce Awarowie powrócili nad dolny Dunaj. W (566) roku Awarowie najechali Turyngię. Tym razem pokonali Sigeberta i wzięli go do niewoli musieli jednak wypuścić jeńca z powodu głodu, który zajrzał im w oczy na spustoszonej ziemi i w zamian za żywność w trzy dni opuścili Turyngię.

### Zajęcie Panonii
Awarowie jako koczownicy koniecznie potrzebowali schronienia i strawy dla swoich trzód, ale droga do Panonii była zamknięta przez nieprzebyte góry porośnięte gęstym lasem, jakimi były Karpaty. Zimą 566-567 Alboin, wódz Longobardów oraz szwagier Sigeberta wysłał do Bajana posłów, z misją przekonania go do wspólnych działań przeciw Gepidom, zamieszkującym wschodnią część Niziny Węgierskiej w dorzeczu Cisy. W zamian za 1/10 bydła longobardzkiego i udział w łupach po połowie Awarowie zdecydowali się podjąć akcję wspomagającą Longobardów na prawym brzegu Dunaju. W roku 567 królestwo Kunimunda najechano z dwóch stron: z zachodu zaatakowali Longobardowie, od południa przeprawiwszy się przez Dunaj za zgodą Bizancjum, Awarowie. Po rozbiciu Gepidów koczownicy awarscy nie wrócili już nad dolny Dunaj. W roku 568 Alboin oraz jego Longobardowie, wsparci przez oddziały skonfederowanych z Awarami Kutigurów, najechali Italię. Longobardowie zawarli z kaganem awarskim traktat, zgodnie z którym Awarowie mogą zająć opuszczoną przez nich Panonię, z tym zastrzeżeniem że w ciągu 200 lat Longobardowie zachowają prawo powrotu do Panonii i Noricum, gdyby tak postanowili w przyszłości.
Już w 569 Bajan zażądał wznowienia wypłaty trybutu zawieszonego w 565 roku oraz wydania Awarom Sirmium, oddanego przez Gepidów w obliczu wojny z Longobardami Cesarstwu. Gdy cesarz zwlekał z odpowiedzią Bajan wysłał 10 tysięcy Kutigurów na Dalmację. W 570 roku, po nowych starciach, cesarz zawarł z kaganem pokój, w którym uznawał osiedlenie się Awarów na Nizinie Węgierskiej. W tym czasie Sklawini mieszkający nad dolnym Dunajem i uznający dotąd zwierzchnictwo Awarów, podburzeni przez jednego ze swych wodzów Dobrętę, odmówili dalszego płacenia trybutu Awarom a posłów awarskich zamordowali. W 575 Bajan podjął się w zamian za roczny trybut w wysokości 80 tysięcy sztuk złota bizantyjskiego spacyfikować Sklawinów nękających również ziemie Cesarstwa. W 578 roku, przepuszczeni przez terytorium bizantyńskie, Awarowie uderzyli w sile obliczanej przez kronikarzy na 100 000 wojowników na ziemie sklawińskie. Wydaje się, że Awarom nie udało się trwale podporządkować sobie Sklawinów. Nie to zresztą było głównym celem ich wodza w tym czasie. Pod pozorem wyprawy na Słowian rozpoczął budowę mostu przez Sawę na wysokości Sirmium. Zażądał nawet statków bizantyńskich do przeprawy, ale cesarz przezornie odmówił. Kiedy ukończono most zażądał wprost poddania Sirmium, po czym przystąpił do oblężenia. Mimo zabiegów bizantyńskich po dwóch latach oblężenia w 582 roku wygłodzona załoga poddała miasto. W 584 roku Awarowie opanowali ponadto Singidunum i Viminacium na prawym brzegu Dunaju. Kagan uzyskał swobodny dostęp do ziem Cesarstwa.

### Najazdy na Bizancjum
W 584 roku Bajan zażądał podwyższenia trybutu o kolejne 80 tysięcy sztuk złota, a kiedy cesarz Maurycjusz odmówił, Awarowie przypuścili w następnym roku atak na ziemie Cesarstwa w kierunku Morza Czarnego aż po Anchialos. Po podwyższeniu trybutu do 100 tysięcy, kagan zgodził się w 585 roku zawrzeć pokój. Już jednak w następnym roku podjął przygotowania do kolejnego najazdu, co nie przeszkodziło mu wysłać posła Targitesa po trybut. Oburzony cesarz kazał uwięzić wysłannika. W 586 roku Awarowie wspólnie ze Słowianami oblegli Tesalonikę. Zaraza, która wybuchła w mieście, spadła również na oblegających i ostatecznie zmusiła ich do odstąpienia od oblężenia. W 592 roku cesarz Maurycjusz wykorzystując pokój z Persją przerzucił armię nad Dunaj i podjął, w przymierzu z Antami, działania zmierzające do wyparcia Sklawinów za Dunaj. W odpowiedzi Bajan w 593 lub 595 roku poprowadził wielką wyprawę na wschodnie Bałkany docierając do Anchilaos i Heraklei. Ziemie Cesarstwa po raz kolejny zostały złupione, większe miasta albo się wybroniły albo wykupiły. Główne siły bizantyjskie pod dowództwem generała Priskosa zostały oblężone w twierdzy Tzurulon. Ostatecznie dzięki podstępowi udało się skłonić Awarów do odstąpienia od oblężenia i zawarcia pokoju.

### Niepowodzenia
W następnych latach Bajan doświadczył szeregu niepowodzeń. W 596 roku cesarz podjął rokowania z Frankami na temat przymierza antyawarskiego. W odpowiedzi Awarowie najechali Turyngię. Pozwoliło to jednak generałowi Priskosowi na przeniesienie działań za Dunaj i zwycięską kampanię na ziemiach sklawińskich. Bajan zażądał podziału łupów zdobytych na sprzymierzonych z Awarami Sklawinach, którego jednak nie otrzymał. Jeszcze w 596 roku kagan rzucił swe wojska na Dalmację. Awarowie splądrowali wiele miast, w drodze powrotnej byli jednak nękani przez Bizantyjczyków i w końcu pozbawieni całej zdobyczy, co na półtora roku powstrzymało ich aktywność. W 598 roku Awarowie, zgłaszający pretensje do ziem położonych na prawym brzegu Dunaju, zadali armii bizantyjskiej dotkliwe straty w Dobrudży. Jednocześnie zaraza po raz kolejny zebrała wielu Awarów. Zmarło siedmiu synów kagana i Bajan poprosił o zawarcie pokoju. Ustalono podniesienie wysokości trybutu o kolejne 20 tysięcy sztuk złota oraz uznano Dunaj za rzekę graniczną pomiędzy obydwu państwami. W 599 lub 600 roku armia bizantyjska w kilku bitwach pokonała Awarów, przeprawiła się przez Dunaj i dotarła w rejon Cisy i Temeszu, w samo sercu Panonii. Zginęło podobno aż 30 tysięcy Awarów, w tym kolejnych czterech synów Bajana. Bizantyjczycy wzięli jeńców i zdobycz.
Zastąpienie generała Priskosa nieudolnym Petrosem, a następnie bunt Fokasa przeciwko Maurycjuszowi i jego śmierć w r. 602 uratowały Awarów. Ponieważ ostatnia wzmianka bizantyjska wymieniająca imię Bajana pochodzi z kampanii w roku 600, a w 602 roku wojska awarskie były dowodzone przez wodza Apsicha, część historyków uznaje, zważywszy na okres panowania Bajana, że zmarł w 602 roku, sukcesy Awarów w następnych latach przypisując jego następcom.
Imię Bajan jest jednym znanym nam imieniem kagana Awarów. Poza tym znamy jeszcze tylko imię chrzestne ostatniego kagana Abrahama. Ciekawym spostrzeżeniem lingwistycznym jest, że w kaukaskim języku awarskim imię Bajana istnieje jako Behun, co oznacza "bogaty, potężny" i używane jest także jako imię własne. (Makkai i Mócsy 2001).

## Podsumowanie
Możemy się jedynie domyślać, lecz są to domysły uzasadnione, że sukcesy, imponujących nie tyle liczbą, co zdeterminowaniem uciekinierów z Azji, jakimi byli w początkach swej historii Awarowie, wynikają w zasadniczej swej części z indywidualności ich wodza. Doskonała orientacja w stosunkach panujących na obrzeżach cesarstwa, zręczne mieszanie się w konflikty między różnymi plemionami, błyskawicznie przeprowadzane rajdy wojenne, ofiarowanie swych usług Bizancjum za opłatę wskazują na wybitne walory osobiste władcy, których następcom Bajana wyraźnie zabrakło. Szczęśliwie dla kagana siły jego głównego i zarazem najbardziej atrakcyjnego, przeciwnika były związane na różnych teatrach działań, kiedy bowiem zostały pod koniec VI wieku przerzucone na Bałkany, Bizantyjczycy zaczęli odnosić zdecydowane sukcesy.